# James P. Grant
James P. "Jim" Grant (2 mai 1922 - 28 janvier 1995) a été le 3e dirigeant de l'UNICEF.

## Biographie
Son père était impliqué dans la santé publique en Asie. Après avoir travaillé pour les Nations unies en Chine après la Seconde Guerre mondiale, il devient directeur exécutif de l'UNICEF en janvier 1980. Il lance en 1982 une grande campagne pour lutter contre la mortalité infantile.